# Mykola Bychok
Mykola Bychok C.Ss.R. (tiếng Ukraina: Микола Бичок; sinh ngày 13 tháng 2 năm 1980) là một hồng y của Giáo hội Công giáo Ukraina. Ông là Giám mục Chính tòa của Giáo phận Ukraina Thánh Petrus và Paulus tại Melbourne kể từ năm 2020. Vào ngày 7 tháng 12 năm 2024, Giáo hoàng Phanxicô đã thăng ông lên bậc Hồng y, nhờ đó ông trở thành Hồng y trẻ tuổi nhất trong Hồng y đoàn. Ông là một thành viên của dòng Chúa Cứu Thế.

## Tiểu sử
Mykola Bychok sinh ngày 13 tháng 02 năm 1980 tại thành phố Ternopil, miền Tây nước Ukraine Xô viết. Ông gia nhập lớp dự tu tại Hội dòng Chúa Cứu Thế Chí Thánh (quen gọi là dòng Chúa Cứu Thế) vào tháng 7 năm 1997; tuyên khấn lần đầu vào tháng 8 năm 1998 tại làng Kokhavyno, tỉnh Lviv. Từ năm 1998 đến năm 2001, ông theo học tại Học viện Thần học Cao cấp mang tên Chân phước Mykolay Charnetsky tại Ukraina; từ năm 2001 đến năm 2004, ông học tập tại Chủng viện Dòng Chúa Cứu Thế tại thị trấn Tuchów, Ba Lan và tốt nghiệp với văn bằng Cử nhân Thần học mục vụ tại đây. Ông tuyên khấn trọng thể vào ngày 17 tháng 8 năm 2003 và đến ngày 3 tháng 5 năm 2005 thì được phong chức linh mục tại Tổng giáo phận Ukraina Lviv.
Từ sau khi thụ phong chức linh mục cho đến năm 2007, ông hoạt động thừa sai tại Nhà thờ Đức Mẹ Hằng Cứu Giúp ở thành phố Prokopyevsk, miền Sibir nước Nga. Một thời gian sau, ông làm linh mục giám sở tại giáo xứ Đức Mẹ Hằng Cứu Giúp cũng như làm bề trên Tu viện Thánh Iosephus thuộc dòng Chúa Cứu Thế tại thành phố Ivano-Frankivsk, miền Tây nước Ukraina. Năm 2015, ông làm linh mục phó xứ tại giáo xứ Thánh Ioannes Tẩy giả thuộc Tổng giáo phận Ukraina Philadelphia, tại thành phố Newark, tiểu bang New Jersey, Hoa Kỳ.
Vào ngày 15 tháng 1 năm 2020, Giáo hoàng Franciscus bổ nhiệm ông làm Giám mục Giáo phận Ukraina Thánh Petrus và Paulus tại Melbourne, kế nhiệm Giám mục Petro Stasiuk C.Ss.R. Giáo phận Ukraina này bao trùm lãnh thổ nước Úc, New Zealand và một số nước khác thuộc châu Đại Dương. Thánh lễ tấn phong giám mục cho Giám mục Bychok được cử hành trọng thể vào ngày 7 tháng 6 năm 2020, nhân ngày lễ mừng kính Chúa Thánh Thần hiện xuống theo lịch Julius, tại Nhà thờ chính tòa Thánh Georgius, thành phố Lviv, Ukraina, với sự chủ trì của Tổng giám mục Thượng quyền Sviatoslav Shevchuk.
Do những hạn chế nghiêm ngặt về kiểm dịch của chính quyền nước Úc, Giám mục Mykola Bychok không thể đến nhiệm sở của mình ngay lập tức mà phải chờ đến tháng 5 năm 2021, tức gần một năm sau lễ tấn phong. Tân giám mục Bychok đã chủ sự Thánh lễ khởi đầu sứ vụ vào ngày 12 tháng 7 năm 2021 tại Nhà thờ chính tòa Thánh Phêrô và Phaolô, Melbourne.
Vào ngày 6 tháng 10 năm 2024, sau buổi đọc kinh Truyền Tin, Giáo hoàng Franciscus đã tiết lộ rằng ông đang dự định vinh thăng Giám mục Bychok lên bậc hồng y vào ngày 8 tháng 12 năm 2024, tuy nhiên về sau ông đã dời mốc thời gian này về ngày 7 tháng 12 cùng năm. Nhờ sự cất nhắc này mà Giám mục Bychok có cơ hội trở thành hồng y trẻ nhất của Hồng y đoàn.
Vào ngày 7 tháng 12 năm 2024, Giáo hoàng Franciscus đã vinh thăng Giám mục Bychok lên bậc hồng y đẳng linh mục và phong cho ông tước hiệu Nhà thờ Santa Sofia a Via Boccea. Thay vì trao tặng một chiếc mũ birretta màu đỏ thắm như các tân hồng y của Nghi chế Rôma, Giáo hoàng Franciscus đã trao tặng một chiếc khăn koukoulion màu đen với viền đỏ cho Hồng y Bychok và đội nó lên đầu của vị tân hồng y (khăn koukoulion là một loại khăn trùm đầu truyền thống dành cho tu sĩ Ukraina với một vạt sau lưng cùng hai dải vải trễ xuống hai bên ngực).

## Tông truyền
Hồng y Mykola Bychok C.Ss.R. được tấn phong giám mục năm 2020, thời Giáo hoàng Phanxicô, bởi:
- Chủ phong: Tổng giám mục Thượng quyền Sviatoslav Shevchuk, Tổng giám mục Thượng quyền Chính tòa Kyiv-Halych, Giáo trưởng Giáo hội Công giáo Ukraina,
- Hai giám mục phụ phong: Tổng giám mục Ihor Vozniak C.Ss.R., Tổng giám mục Chính tòa Lviv và Giám mục Petro Loza C.Ss.R., Giám mục Hiệu tòa Panium, Giám mục phụ tá Giáo phận Ukraina Sokal-Zhovkva.

## Khen thưởng
- Khâm sai Đại thập tự Danh dự và Sùng kính của Dòng Chiến sĩ Toàn quyền Malta (2 tháng 12 năm 2024)[14]